# 滁天扬城际铁路

和县—全椒—滁州—天长—扬州城际轨道又叫滁天城际轨道，是长江三角洲城市群的一条城际轨道， 北起江苏省扬州市市区或高邮市，南至安徽省马鞍山市和县。

## 大事记
2020年，滁州争取该线列入长江三角洲多层次轨道交通体系规划。同年，全椒提出全宁线规划，其中滁州站至全椒段和该线滁州至全椒段线位重合。